# رابرت گلاتزل
رابرت گلاتزل (انگلیسی: Robert Glatzel؛ زادهٔ ۸ ژانویهٔ ۱۹۹۴) بازیکن فوتبال اهل آلمان است.
از باشگاه‌هایی که در آن بازی کرده‌است می‌توان به باشگاه فوتبال کایزرسلاوترن اشاره کرد.